# 한혜영
한혜영(1985년 3월 4일 ~ )은 조선민주주의인민공화국의 전직 여자 축구 선수로 선수 시절 포지션은 골키퍼였다.

## 경력
한혜영은 평양시체육단에서 선수 생활을 하다가 대한민국에서 개최된 2005년 동아시아 여자 축구 선수권 대회를 계기로 조선민주주의인민공화국 여자 축구 국가대표팀 선수로 발탁되었다. 조선민주주의인민공화국은 이 대회에서 준우승을 차지했다.
오스트레일리아에서 개최된 2006년 AFC 여자 아시안컵에 참가한 한혜영은 조별 예선 4경기에서 무실점을 기록하며 조선민주주의인민공화국의 준결승전 진출에 기여했다. 하지만 중국과의 준결승전 경기에서 폭력 사태를 일으켜 물의를 일으켰다. 조선민주주의인민공화국은 후반 인저리 타임에 중국에 0-1로 지고 있던 상황에서 동점골을 기록했으나 심판들은 오프사이드를 선언했다. 하지만 텔레비전 화면상으로는 오프사이드가 아니었던 것으로 확인되었다. 조선민주주의인민공화국 대표팀 선수들은 심판들에게 달려가 명백한 오심이라며 항의했으나 판정은 번복되지 않았다. 결국 조선민주주의인민공화국은 중국에 0-1 패배를 기록했다. 이 과정에서 한혜영 선수는 해당 경기의 주심을 맡았던 이탈리아 출신의 안나 데 토니 심판의 몸을 밀치다가 레드카드를 받았는데 심판들이 경찰관과 안전요원의 호위를 받고 경기장을 빠져나가던 도중에 안나 데 토니 심판을 향해 발길질을 했다. 또한 선우경순과 송정순 선수는 심판들과 관중들을 향해 물병 등을 던지기도 했다.
아시아 축구 연맹(AFC)은 2006년 7월 28일에 조선민주주의인민공화국 여자 축구 국가대표팀의 한혜영, 선우경순, 송정순 선수에 대해 일본과의 3·4위전 경기 출전을 금지시켰다. 조선민주주의인민공화국은 일본과의 3·4위전 경기에서 3-2 승리를 기록하면서 2006년 AFC 여자 아시안컵에서 3위를 차지했다. 한편 아시아 축구 연맹은 2006년 10월 5일에 조선민주주의인민공화국 여자 축구 국가대표팀 선수들이 중국과의 준결승전 경기에서 일으킨 폭력 사태에 대한 중징계를 내렸다. 이에 따라 한혜영은 1년 동안 조선민주주의인민공화국 국내 경기, 국가대표팀 경기를 포함한 공식 경기 출전을 금지당하고 벌금 4,500 미국 달러를 부과하는 징계를 받으면서 중국에서 개최된 2007년 FIFA 여자 월드컵에 참가하지 못했다. 또한 아시아 축구 연맹은 선우경순, 송정순 선수에 대해 공식 경기 출전 금지 4개월, 벌금 3,000 미국 달러를 부과하는 징계를 내렸다.
한혜영은 중국에서 개최된 2008년 동아시아 여자 축구 선수권 대회에 출전하여 조선민주주의인민공화국의 준우승에 기여했다. 중국 베이징에서 개최된 2008년 하계 올림픽에 참가한 조선민주주의인민공화국 여자 축구 국가대표팀 명단에 이름을 올렸으나 대표팀 주전 골키퍼를 맡고 있던 전명희에게 밀려 출전하지 못했으며 조선민주주의인민공화국은 조별 예선에서 탈락했다.

## 같이 보기
- 2008년 하계 올림픽 조선민주주의인민공화국 선수단